# II. Péter bolgár cár
II. Péter (? – 1197) bolgár cár 1186-tól 1190-ig, és 1196-tól haláláig.
Fivére, I. Iván Aszennel együtt a vlachok és bolgárok népi felkelésének élére állt. Később, testvére regnálása alatt Bulgária keleti részén Preszlavban társuralkodóként gyakorolta hatalmát. 1187-ben sikerült Ivánnal megállítani a bizánci hadsereget Trákiában. Ezután öccsüket, Kalojánt Bizáncba küldték túszul. 1196-ban, Iván halála után Péter uralkodhatott egyedül, de nem sokáig, ugyanis a következő évben megölték a bojárok.